# Escala (relación)

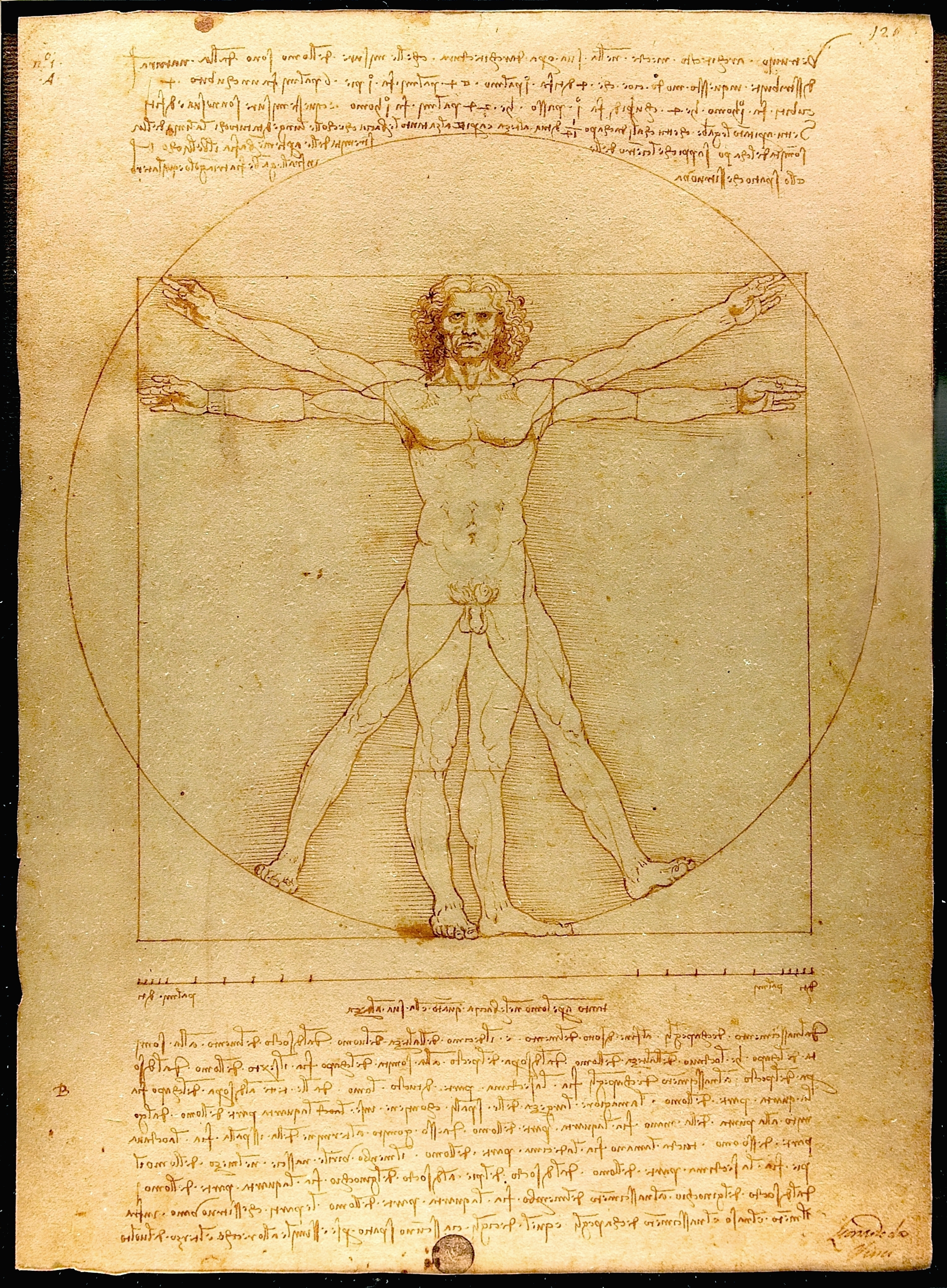
El Hombre de Vitruvio de Da Vinci ilustra las proporciones de las dimensiones del cuerpo humano; a menudo se usa una figura humana para ilustrar la escala de dibujos arquitectónicos o de ingeniería

La relación de escala  representa la proporción entre una dimensión lineal de un modelo y la misma dimensión del original. Ejemplos de objetos que guardan una relación de escala son las maquetas tridimensionales de un edificio o sus planos.
En tales casos, la escala es una magnitud adimensional que se mantiene exactamente en todo el modelo o dibujo.
La escala se puede expresar de cuatro maneras: en palabras, como una constante, como una fracción y como un escala gráfica. Por lo tanto, en el dibujo de un arquitecto, es posible leer «un centímetro a un metro», «1:100» o «1/100». La barra de escala también aparece normalmente en los planos.

## Representación general
En general, una representación puede involucrar más de una escala al mismo tiempo. Por ejemplo, un dibujo que muestra el perfil de una nueva carretera podría usar diferentes escalas horizontal y vertical. El alzado de un puente se puede anotar con flechas con una longitud proporcional a las cargas que soporta, como en 1 cm a 1000 newtons (este caso es un ejemplo de una escala dimensional). Un mapa del tiempo a una determinada escala puede incluir flechas con la dirección del viento a una escala dimensional de 1 cm a 20 km/h.

## En mapas
Las escalas de los mapa requieren una elección cuidadosa. Se puede diseñar el planeamiento de una ciudad como un dibujo a escala exacta, pero para áreas más grandes (como países enteros o las masas oceánicas y continentales) es necesario utilizar una proyección cartográfica y ninguna proyección puede representar la superficie de la Tierra a una escala uniforme. Por lo general, la escala de una proyección depende de la posición del plano sobre el que se proyecta y de la dirección según la que se proyecta. La variación de escala puede ser considerable en mapas que abarcan regiones muy grandes, como los distintos mapas que representan los continentes. En los mapas a gran escala de áreas pequeñas, la variación de escala puede ser insignificante para la mayoría de los propósitos, pero siempre está presente. La escala de una proyección cartográfica debe interpretarse como una escala nominal. Los términos «grande» y «pequeña» cuando se habla de las escalas de los mapas se relaciona con sus expresiones como fracciones. La fracción 1/10.000 usada para un mapa local es mucho más grande que 1/100.000.000 usada para un mapa del mundo. No hay una línea divisoria fija entre escalas pequeñas y grandes.

Un modelo a escala es una representación o copia de un objeto que es más grande o más pequeño que el tamaño real del objeto que se está representando. Muy a menudo, el modelo a escala es más pequeño que el original y se utiliza como guía para hacer el objeto a tamaño completo.

## Matemáticas
En matemáticas puede generalizarse la idea geométrica de escalado. La escala entre dos objetos matemáticos no necesita ser una relación fija, sino que puede variar de alguna manera sistemática, como sucede en el caso de una proyección, que generalmente define una relación punto por punto entre dos objetos matemáticos, que pueden ser conjuntos de entidades numéricas y no tienen por qué representar necesariamente objetos geométricos.